# Serhiy Malyi
Serhiy Malyi (en ukrainien : Сергій Малий), né le 5 juin 1990 à Louhansk en Ukraine, est un footballeur international kazakh, qui évolue au poste de défenseur. Il possède également la nationalité ukrainienne.

## Biographie

### Carrière en club
Avec les clubs du Chakhtior Karagandy, de l'Ordabassy Chimkent et du FK Astana, Serhiy Malyi dispute 5 matchs en Ligue des champions, et 19 matchs en Ligue Europa, pour un but inscrit.

### Carrière internationale
Serhiy Malyi compte 19 sélections avec l'équipe du Kazakhstan depuis 2014,.
Durant l'hiver 2013, il obtient la nationalité kazakhe. Il est convoqué pour la première fois en équipe du Kazakhstan par le sélectionneur national Iouri Krasnojan, pour un match amical contre la Lituanie le 5 mars 2014. Il entre à la 83e minute de la rencontre, à la place d'Andreï Finontchenko. La rencontre se solde par un match nul de 1-1. 

## Palmarès
Chakhtior Karagandy
- Vainqueur de la Coupe du Kazakhstan en 2013.
- Vainqueur de la Supercoupe du Kazakhstan en 2013.

 FK Astana
- Champion du Kazakhstan en 2016, 2017 et 2018.
- Vainqueur de la Coupe du Kazakhstan en 2016.

 Tobol Kostanaï
- Champion du Kazakhstan en 2021.